# Las Tentaciones de san Antonio (Grünewald)
Las tentaciones de san Antonio es la escena representada en un panel lateral del Retablo de Isemheim cuando está totalmente abierto, obra maestra del pintor alemán Matthias Grünewald. El retablo elaborado entre los años 1512 y 1516. Esta tabla lateral mide 265 cm de alto, y 141 cm de ancho. Está pintado al temple y óleo sobre panel de madera de tilo. Se encuentra en el Museo de Unterlinden en Colmar (Francia).
La segunda apertura descubre el altar original con las estatuas de Nicolás de Haguenau, flanqueado por dos magistrales paneles de Grünewald: a la izquierda La visita de san Antonio a san Pablo, y a la derecha, esta terrible escena de Las tentaciones de san Antonio, poblada de figuras diabólicas, gesticulantes, que recuerdan a la obra del Bosco. Sin embargo, mientras que las alucinadas imágenes del Bosco son más ingeniosamente variadas y hablan de una lúcida locura que invita a descubrir enigmas ocultos, las de Grünewald son mero poder diabólico, sueño de la razón.
El obispo de Alejandría, Atanasio conoció en vida a san Antonio Abad, y relata en su biografía del santo eremita, sus luchas contra el demonio de la siguiente manera:

« … el lugar parecía haber sido afectado por un terremoto, y los demonios, casi demolieron las cuatro paredes del refugio y parecían atravesarlas, para aparecer en forma de bestias y de cosas reptantes. El lugar se llenó de repente con formas de leones, osos, leopardos, toros, serpientes, víboras, escorpiones, y cada una de ellas se movía de forma acorde con su naturaleza…»

En nuestra cultura la predicación sobre los demonios constituye «…un grandioso ejemplo de psicología cristiana, en la que los vicios humanos son descritos bajo la forma de demonios tomados de los abismos del inconsciente, una especie de Freud ante litteram con la fuerza de Dostoyevski.» (Louis Goosen, Dizionario dei santi, Bruno Mondadori, 2000). Esta teoría alegórica ya existía en los tiempos del mismo San Antonio, que vencía en los debates a los intérpretes alegóricos de los mitos de su época (San Atanasio, Biografía de San Antonio Abad), el santo al igual que el resto de santos, consideraba a los seres demoníacos como entidades en sí y no como simples metáforas ilustrativas.
Las imágenes alucinadas del relato de Atanasio parecen haber inspirado directamente la tabla de Grünewald, llena de movimientos caóticos y rica en intensas variaciones cromáticas, que van de los límpidos cielos hasta las llamaradas de un incendio nacido de los restos de un refugio ya destruido, recuerdo, iconográficamente obligado en todo el arte nórdico de la enfermedad del fuego de san Antonio, pasando por el lugar del que emergen formas demoníacas. Pero, a diferencia del relato de Anastasio, no se mueven de acuerdo con su naturaleza, porque en el cuadro no se reconoce a ninguna bestia: son el producto de una imaginación teratológica que niega el orden natural y prueba la presencia demoníaca en el hombre.
En la maraña de demonios que asaltan al pobre eremita, no se puede distinguir a qué repugnante ser de cabeza monstruosa corresponden los brazos deformes, las piernas y las garras que se aproximan al santo.
Sin embargo, la impresión que el cuadro provoca acaba indecisa entre la tragedia y la comedia. De acuerdo con la popular interpretación de la afable figura de san Antonio, el drama de las tentaciones se atempera considerablemente con la escena cómica del pobre eremita, vestido con una pesada túnica azul, arrastrado por los cabellos (casi una cita de una obra gráfica de Martin Schongauer), y del extraño emplumado que se lanza sobre él blandiendo un bastón, o en aquella especie de gallináceo acorazado que muerde la mano del hombre santo. 
Fijándose bien, todo el drama está en la figura obscena y digna de compasión del pobre enfermo, con una capucha roja, que está en primer plano sobre el lado izquierdo de la tabla. El vientre hinchado, el cuerpo plagado de putrefacción de pústulas y de bubones, se retuerce en un dolor sin esperanza, salvo la que representan los ángeles que se ven a lo lejos en el cielo, en un halo de luz, mientras están sobrevolando la escena y que vienen a aliviarle sus sufrimientos. No tiene importancia debatir, como se ha hecho, si el mal que lo devora es aquel, de efectos terribles, del fuego de san Antonio (que los buenos monjes de Isemheim intentaban curar) o el igualmente inmundo de la sífilis. La figura doliente se convierte en la metáfora de la desesperación en que puede caer el hombre. Quién, si no él, puede pronunciar las palabras escritas sobre el cartel que se encuentra en la parte inferior izquierda del cuadro: Bone Jhesu, ubi eras, quare non affuisti ut sanares vulnera mea?.

## Detalles del cuadro

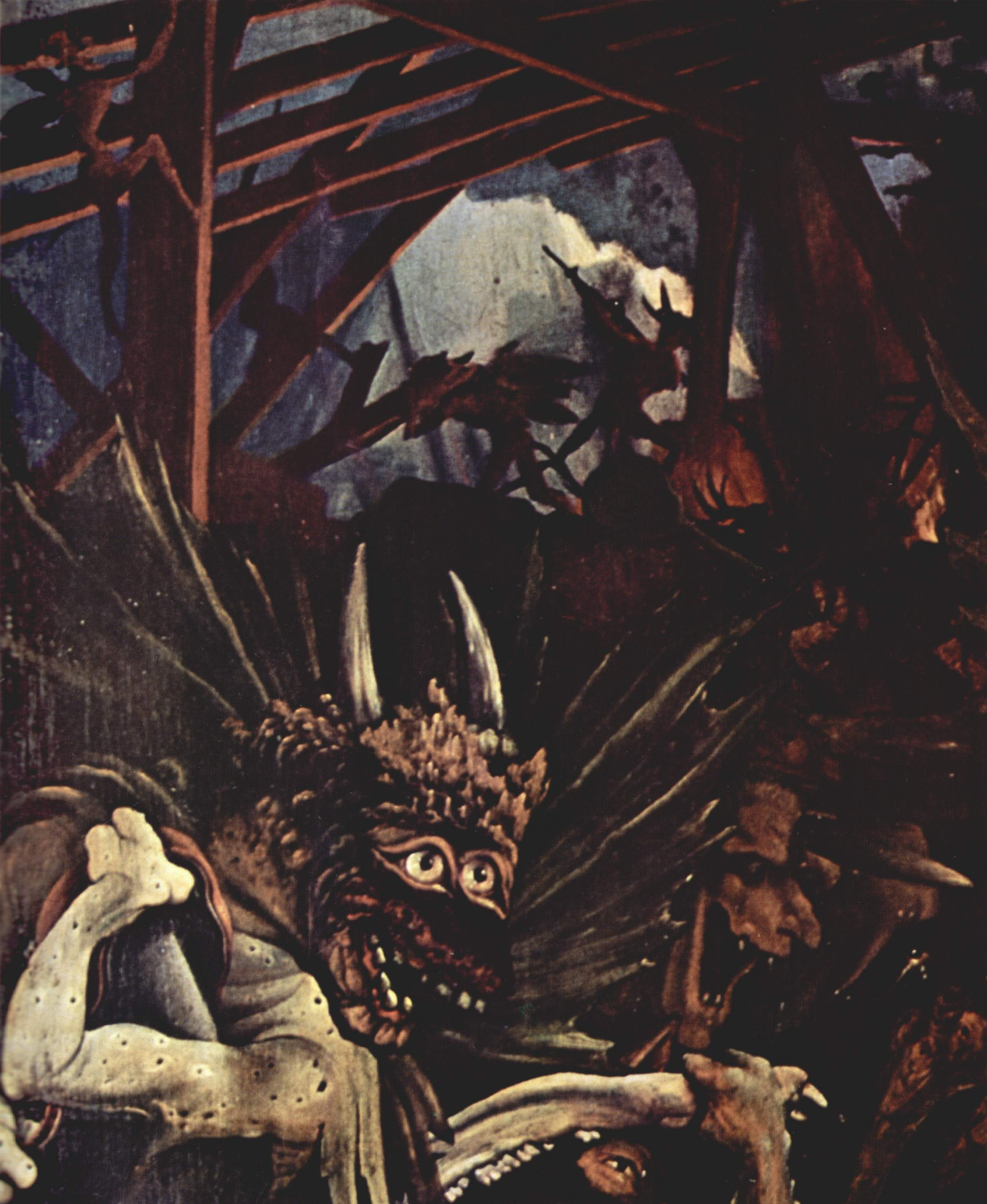
Cabeza del demonio que arrastra al santo de los pelos
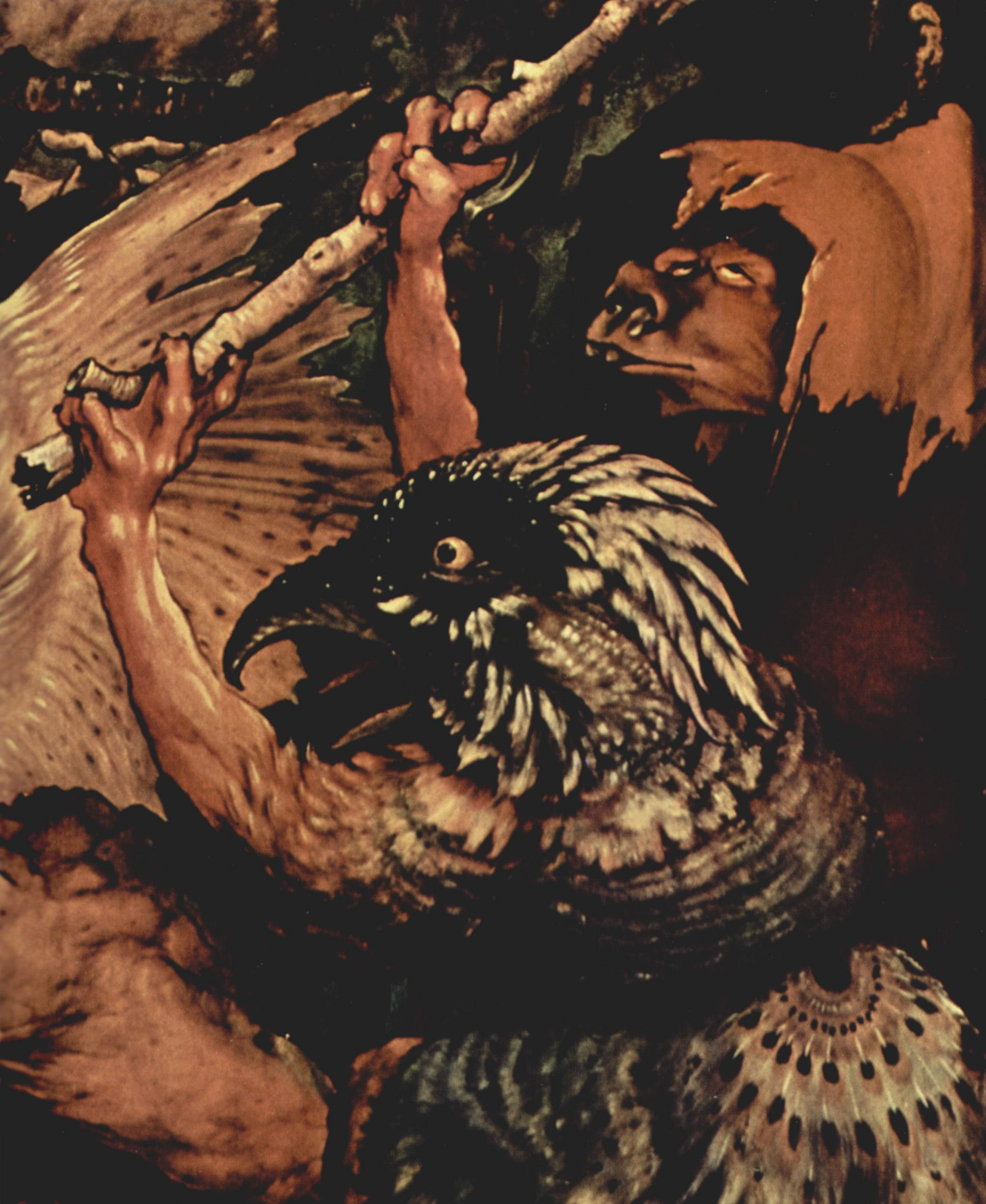
Monstruo con cabeza de rapaz
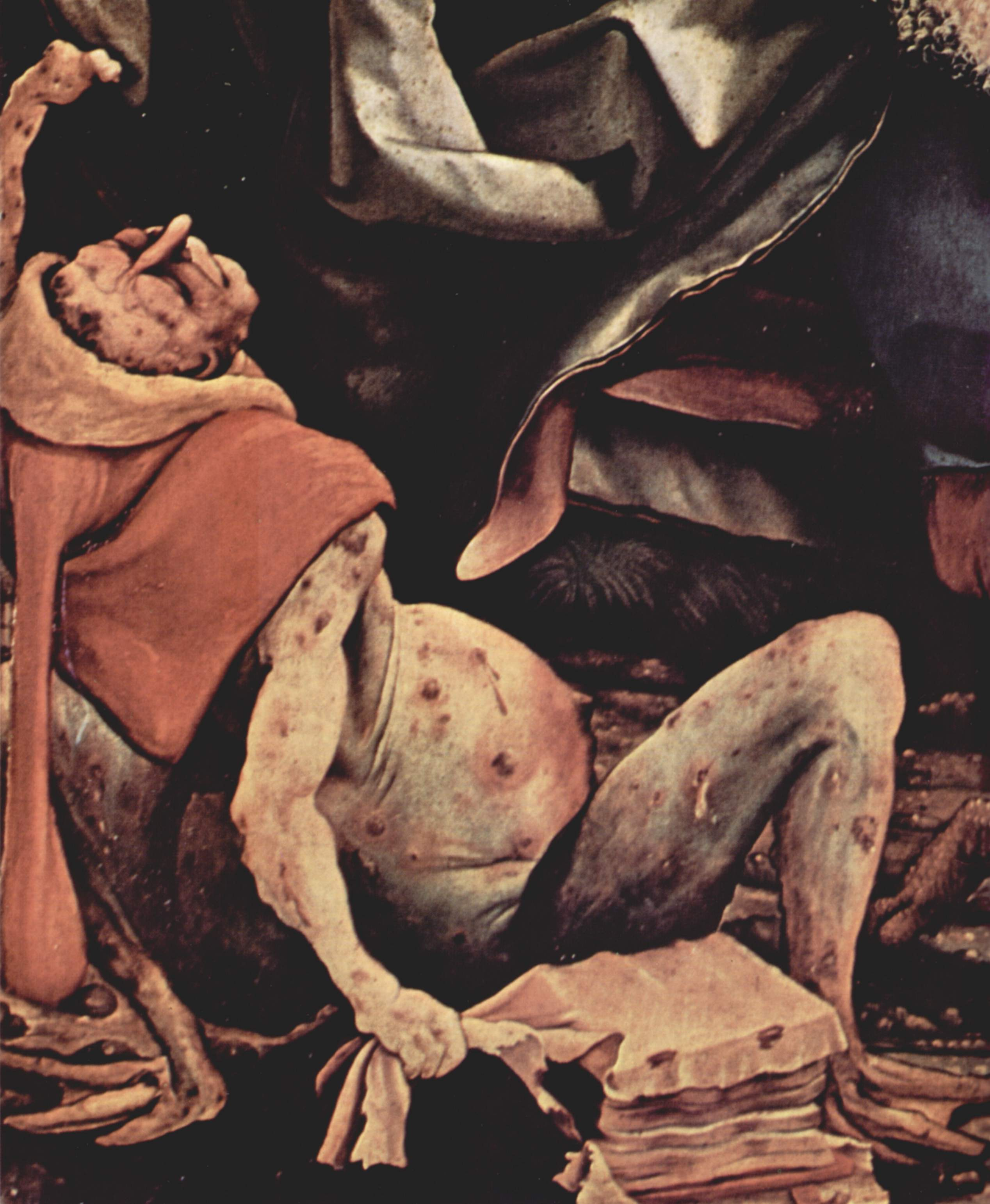
Enfermo pustuloso en primer plano